# بيرطو روميرو
بيرطو روميرو (بالإسبانية: Berto Romero)‏، مزداد بتاريخ 17 نونبر / تشرين الثاني 1974 بكردونا (كطالونيا، إسبانيا)، فكاهي إسباني.

## سيرته الذاتية
عضو الفرقة المسرحية "إل كنساسيو"، منشط بإذاعة فلايشباك Ràdio Flaixbac وله قسم في البرنامج التلفزي الذي يقدمه ويديره أندريو بوينافوينتي بالقناة السادسة La Sexta.

## وصلات خارجية
- بيرطو روميرو على موقع IMDb (الإنجليزية)
- بيرطو روميرو على موقع ألو سيني (الفرنسية)
- بيرطو روميرو على موقع ميوزك برينز (الإنجليزية)
- بيرطو روميرو على موقع ديسكوغز (الإنجليزية)
- بيرطو روميرو على موقع قاعدة بيانات الفيلم (الإنجليزية)
- بيرطو روميرو على موقع كينوبويسك (الروسية)
- مدونة بيرطو
- موقع "El Cansancio" على شبكة الإنترنيت
- موقع Ràdio Flaixbac على شبكة الإنترنيت
- الموقع الرسمي لبرنامج بوينافوينتي Buenafuente على شبكة الإنترنيت